# Wereldkampioenschap voetbal vrouwen onder 17
Het Wereldkampioenschap voetbal onder 17 is sinds 2025 een jaarlijks voetbaltoernooi dat door de wereldvoetbalbond FIFA wordt georganiseerd voor nationale elftallen van vrouwen tot 17 jaar.

## Geschiedenis
Na het succes van het Wereldkampioenschap vrouwen onder 19 in 2002 (Canada), besloot de FIFA om een tweede jeugdtoernooi voor meisjes te lanceren. De FIFA creëerde het Wereldkampioenschap vrouwen onder 20 en het Wereldkampioenschap vrouwen onder 17. De eerste editie van het toernooi werd in 2008 georganiseerd door Nieuw-Zeeland van 28 oktober tot 16 november. De editie van 2020 werd verplaatst naar 2021. Het toernooi uiteindelijk niet door vanwege de Coronapandemie. Een nieuw toernooi werd voor 2022 gepland.

## Winnaars
| Jaar         | Gastland               | Finale                              | Finale                              | Finale                              | Wedstrijd voor derde plaats         | Wedstrijd voor derde plaats         | Wedstrijd voor derde plaats         |
| Jaar         | Gastland               | Kampioen                            | Uitslag                             | Tweede plaats                       | Derde plaats                        | Uitslag                             | Vierde plaats                       |
| ------------ | ---------------------- | ----------------------------------- | ----------------------------------- | ----------------------------------- | ----------------------------------- | ----------------------------------- | ----------------------------------- |
| 2008 Details | Nieuw-Zeeland          | Noord-Korea                         | 2 – 1                               | Verenigde Staten                    | Duitsland                           | 3 – 0                               | Engeland                            |
| 2010 Details | Trinidad en Tobago     | Zuid-Korea                          | 3 – 3 (Pen. 5–4)                    | Japan                               | Spanje                              | 1 – 0                               | Noord-Korea                         |
| 2012 Details | Azerbeidzjan           | Frankrijk                           | 1 – 1 (Pen. 7–6)                    | Noord-Korea                         | Ghana                               | 1 – 0                               | Duitsland                           |
| 2014 Details | Costa Rica             | Japan                               | 2 – 0                               | Spanje                              | Italië                              | 4 – 4 (Pen. 2–0)                    | Venezuela                           |
| 2016 Details | Jordanië               | Noord-Korea                         | 0 – 0 (Pen. 5–4)                    | Japan                               | Spanje                              | 4 – 0                               | Venezuela                           |
| 2018 Details | Uruguay                | Spanje                              | 2 – 1                               | Mexico                              | Nieuw-Zeeland                       | 2 – 1                               | Canada                              |
| 2020         | India                  | Afgelast vanwege de coronapandemie. | Afgelast vanwege de coronapandemie. | Afgelast vanwege de coronapandemie. | Afgelast vanwege de coronapandemie. | Afgelast vanwege de coronapandemie. | Afgelast vanwege de coronapandemie. |
| 2022 Details | India                  | Spanje                              | 1 – 0                               | Colombia                            | Nigeria                             | 3 – 3 (Pen. 3–2)                    | Duitsland                           |
| 2024 Details | Dominicaanse Republiek | Noord-Korea                         | 1 – 1 (Pen. 4–3)                    | Spanje                              | Verenigde Staten                    | 3 – 0                               | Engeland                            |
| 2025 Details | Marokko                |                                     |                                     |                                     |                                     |                                     |                                     |